# Paulo César Gusmão
Paulo César Lopes de Gusmão (Rio de Janeiro, 19 de maio de 1962), mais conhecido como Paulo César Gusmão ou apenas PC Gusmão, é um treinador e ex-futebolista brasileiro que atuava como goleiro. Atualmente está sem clube.

## Carreira como jogador
Paulo César Gusmão foi goleiro reserva do Vasco da Gama, na década de 80, tendo como principais títulos o bicampeonato carioca 1987/88. Passou também pelo Botafogo, sendo emprestado a clubes de menor expressão do Rio. Seu último clube como goleiro foi Pouso Alegre, de Minas Gerais, tendo se aposentado dos gramados ainda na década de 90.

## Carreira como preparador de goleiros e técnico

### Início
Em 2000, iniciou sua carreira pós-jogador como preparador de goleiros do Vasco da Gama. Trabalhando nesta nova função, foi convidado a ser treinador interino. Trabalhando com Oswaldo de Oliveira, foi convidado por este treinador a ser auxiliar-técnico. Nesta função, venceu pelo Corinthians o Mundial de Clubes. Mais tarde, viria a ser treinador permanente do clube. Treinou depois o Palmeiras e o Cruzeiro, onde ganhou o Campeonato Mineiro de 2004.

### Cabofriense e Botafogo
Teve uma passagem meteórica pela Cabofriense no Campeonato Carioca. A boa campanha pelo time o fez ser convidado para treinar o Botafogo. No alvinegro carioca, levou o time a liderança do Campeonato Brasileiro de 2005, mas desentendeu-se com a diretoria e pediu demissão.

### Cruzeiro
Meses depois, PC Gusmão assumiu o Cruzeiro, clube onde já havia sido auxiliar-técnico e treinador anteriormente. Venceu o Campeonato Mineiro de Futebol de 2006 pela segunda vez. No Campeonato Brasileiro, levou o time à liderança até o jogo contra o Corinthians depois da paralisação da Copa do Mundo. Porém, após ficar 5 jogos sem vitórias, foi demitido em 14 de agosto.

### São Caetano e Fluminense
Assumiu o São Caetano e foi demitido com apenas 4 jogos no comando do clube paulista.
Em 29 de setembro de 2006, Paulo César Gusmão foi contratado pelo Fluminense, para ser o sexto treinador do clube naquela temporada e salvar o clube do rebaixamento do Campeonato Brasileiro de 2006. O técnico conseguiu manter o tricolor na Primeira Divisão e manteve-se no cargo até a quarta rodada do Campeonato Carioca de Futebol de 2007. Após uma derrota frente ao América, PC foi demitido, após 17 jogos com três vitórias, seis empates e oito derrotas.

### Náutico
Em 2007, treinou o Náutico. No Campeonato Pernambucano, assumiu a equipe na sexta colocação e levou o Náutico ao vice-campeonato. Na Copa do Brasil, após excelente campanha, viu seu time ser eliminado pelo Figueirense, em Florianópolis. No Campeonato Brasileiro da Série A 2007, após bom começo, saiu do clube na 8ª rodada.

### Itumbiara e Figueirense
Iniciou o ano de 2008 como técnico do Itumbiara, de Goiás e, após 38 anos, conseguiu levar a equipe do interior do Estado ao inédito título de Campeão Goiano. Bateu na final, com duas vitórias, o poderoso Goiás, do técnico Caio Junior, além de conquistar vitórias expressivas sobre todos os grandes clubes do Estado e depois treinou o Figueirense.

### Juventude e Atlético Goianiense
Em 2009, assumiu o Juventude e comandou o time em apenas 9 jogos.
Transferiu-se para o Atlético Goianiense, Campeão Brasileiro da Série C em 2008. Deixou o clube em 5 de maio de 2009, dois dias depois do time perder o Campeonato Goiano para o Goiás.

### Ceará
Em maio de 2009, assumiu o comando do Ceará, levando o clube a Série A do Campeonato Brasileiro após 16 anos. Saiu ao final da temporada.
Mas no dia 2 de fevereiro de 2010 acertou seu retorno ao comando do Vozão. Ficou no clube até 13 de junho.

### Vasco da Gama
Em 13 de junho de 2010, após um bom início de temporada conseguindo deixar o Ceará na vice-liderança do Campeonato Brasileiro antes da paralisação para a Copa do Mundo, foi contratado pelo Vasco da Gama para o restante da temporada.
Em 28 de janeiro de 2011, após um início de Taça Guanabara desastroso com três derrotas seguidas para times considerados "pequenos", o Vasco da Gama decide demitir PC Gusmão.

### Retorno ao Atlético Goianiense
Em 3 de abril de 2011 foi contratado para comandar o Atlético Goianiense. Essa foi a segunda vez que assumiu o time goiano, onde acaba levando o clube a ser pela primeira vez na historia do clube bicampeão goiano.
Meses depois, em julho, deixou o comando do Atlético após resultados ruins no Brasileiro e problemas familiares.

### Sport
Em 18 de agosto de 2011 foi contratado para comandar o Sport. Assumiu a missão de levar o time pernambucano de volta a elite do futebol nacional.
No entanto, foi demitido em 29 de outubro de 2011, após derrota para o arquirrival Náutico, pelo placar de 2-0, restando 5 rodadas para o término da competição, onde o auxiliar técnico Mazola Júnior assumiu o clube até o final do Campeonato Brasileiro da Série B de 2011. Esteve à frente do Sport por 15 jogos, acumulando seis vitórias, cinco derrotas e quatro empates.

### Retorno ao Ceará
Em 13 de março de 2012, PC Gusmão voltou ao Ceará para sua 3ª passagem pelo clube. E após exatos dois meses no comando do clube, PC conquista seu primeiro título pela equipe cearense.
No dia 29 de outubro do mesmo ano, PC Gusmão se demitiu abrindo mão da multa rescisória, após perder quatro jogos seguidos, fato que eliminou qualquer chance de retorno do Ceará à Série A em 2013.

### Vitória
No dia 4 de novembro de 2012, pouco depois de sair o Ceará, acertou sua ida para o Vitória, que havia demitido Paulo César Carpegiani e buscava um técnico para concluir a campanha da Série B de 2012 com o acesso à primeira divisão. Logo em sua estreia pelo rubro-negro baiano, Gusmão viu sua equipe vencer por 5–3 o América Mineiro. Ao fim da Série B, Paulo César Gusmão obteve êxito na tarefa que foi lhe dada e garantiu o retorno do Vitória à primeira divisão do futebol brasileiro, deixando o clube logo após o final do campeonato.

### Segundo retorno ao Atlético Goianiense
Após um tempo fora, PC Gusmão acertou seu retorno ao Atlético Goianiense em agosto de 2013, com a missão de levar o time goiano de volta a elite do futebol nacional.
No dia 27 de outubro, foi demitido após uma campanha de 18 jogos, sendo 7 empates, 7 derrotas e 4 vitórias com um aproveitamento de 35%, faltando 7 jogos para o fim e com má campanha, a diretoria o demitiu.

### Al-Arabi
Em 2014, acertou com o Al-Arabi.

### Segundo retorno ao Ceará
Em outubro de 2014, acertou com o Ceará, para tentar ajudar o alvinegro com o acesso à Série A. Não conseguiu levar o Ceará para a Série A e não renovou contrato.

### Penapolense
Em fevereiro de 2015, assume a Penapolense.

### Joinville
Em 27 de julho de 2015, foi anunciado como novo técnico do Joinville. Em fevereiro após mau início de ano, PC Gusmão foi demitido.

### Marítimo
Em 1º de junho de 2016, PC Gusmão assinou contrato por um ano, com opção por mais um, com o Marítimo. Permaneceu até 19 de setembro quando foi demitido, após quatro derrotas e apenas uma vitória e um gol feito.

### Madureira
No dia 3 de novembro de 2016, PC Gusmão assumiu o comando do Madureira, para comandar a equipe no Campeonato Carioca de 2017. Após a boa campanha com o Madureira no Carioca, onde a equipe chegou a semi-final da Taça Guanabara e conquistou uma vaga na Série D do Brasileirão, PC Gusmão deixou o comando do clube.

### Portuguesa
Em 14 de agosto de 2017, foi anunciado como novo treinador da Portuguesa.
No dia 20 de novembro de 2018, PC Gusmão anunciou sua saída da equipe paulista, ele comandou a Lusa na Copa Paulista, onde foi semi finalista na competição, problemas familiares e a falta de calendário da Portuguesa em campeonatos nacionais em 2018, culminaram para a sua saída.

### Retorno ao Madureira
Em 23 de novembro de 2017, a diretoria do Madureira oficializou a contratação de PC Gusmão para o comando da equipe no carioca de 2018, o treinador já tinha comandado o Madura no início do ano, no estadual. No fim de janeiro de 2018, após uma derrota sofrida para o Fluminense de 2 a 1, PC Gusmão deixou o comando do Madureira, PC não conseguiu repetir o sucesso que realizou no Tricolor Suburbano na temporada anterior, onde foi semi finalista no Carioca, sendo assim resolveu deixar a equipe carioca.

### Santa Cruz
Em 19 de abril de 2018, foi anunciado como novo técnico do Santa Cruz. Porém foi demitido em 23 de maio, após sequência de resultados ruins.

### Retorno ao Vasco da Gama
Em 5 de junho de 2018 se tornou coordenador técnico do Vasco da Gama. Deixou o clube em fevereiro de 2021.

### Londrina
No dia 12 de novembro de 2021, acertou com o Londrina para ser Coordenador Técnico.

### Coordenador Técnico no Ceará
Foi anunciado como coordenador técnico do Ceará em outubro de 2022. Trabalhou diretamente na montagem do time para a temporada 2023, tendo como principal momento a conquista da Copa do Nordeste.
Em 16 de maio de 2023, deixou o clube.

### Retorno ao Londrina
Em 29 de maio de 2023 foi contratado pelo Londrina para a sequência da Série B. Deixou o clube em comum acordo após comandar o clube por cinco jogos e não vencer nenhum.

## Estatísticas
Ultima edição 28/06/2023
| Clube               | Jogos | Vitórias | Empates | Derrotas | Aproveitamento |
| ------------------- | ----- | -------- | ------- | -------- | -------------- |
| Fluminense          | 17    | 3        | 6       | 8        | 29,4%          |
| Palmeiras           | 2     | 1        | 0       | 1        | 33,3%          |
| Flamengo            | 5     | 2        | 0       | 3        | 40,0%          |
| Cruzeiro            | 97    | 52       | 16      | 29       | 59,1%          |
| Ceará               | 118   | 62       | 31      | 25       | 62,2%          |
| Vasco da Gama       | 39    | 14       | 14      | 11       | 47,9%          |
| Atlético Goianiense | 34    | 8        | 11      | 15       | 34,3%          |
| Sport               | 15    | 6        | 4       | 5        | 48,9%          |
| Vitória             | 4     | 1        | 2       | 1        | 41,7%          |
| AL-Arabi            | 15    | 10       | 3       | 2        | 74,8%          |
| Joinville           | 30    | 9        | 6       | 15       | 40,0%          |
| Marítimo            | 5     | 1        | 0       | 4        | 25,0%          |
| Madureira           | 14    | 3        | 6       | 5        | 50%            |
| Portuguesa          | 14    | 6        | 6       | 2        | 57,1%          |
| Figuerense          | 0     | 0        | 0       | 0        | %              |
| Santa Cruz          | 6     | 1        | 2       | 3        | %              |
| Londrina            | 5     | 0        | 1       | 4        | 6%             |

## Títulos

### Como treinador
Ceará
- Campeonato Cearense: 2012

Atlético Goianiense
- Campeonato Goiano: 2011

Itumbiara
- Campeonato Goiano: 2008

Cruzeiro
- Campeonato Mineiro: 2004 e 2006

### Outros Torneios
Vasco da Gama
- Copa da Hora: 2010